# Un mariage mouvementé
Pour le film produit par Mack Sennett, voir Un mariage mouvementé (film, 1920).
Pour plus de détails, voir Fiche technique et Distribution.
Un mariage mouvementé (Thundering Fleas) est une comédie muette de Robert F. McGowan sortie en 1926. Il s'agit d'une comédie de la série Les Petites Canailles dans laquelle apparaît Oliver Hardy.

## Synopsis
« June... Month of weedings, single men on the run. »

Mary ayant regardé les répétitions du mariage de sa grande sœur, cette dernière joue avec ses camarades « à la mariée ». Non loin de là, un dresseur de puces officie sur le trottoir. Malheureusement, la vedette de son spectacle s’est échappée et les Petites Canailles se mettent à sa recherche contre une récompense d’un dollar. Le chien de la bande renversant son présentoir, kidnappe tous ses pensionnaires.

Toute l’histoire se déroule autour de cette chasse aux puces et se termine à la noce de la grande sœur où bien sûr nos petites canailles accompagnées de leur chien ont apporté tous ces hôtes indésirables qui vont semer la pagaille durant la cérémonie.

## Fiche technique
- Titre original : Thundering Fleas
- Titre français : Un mariage mouvementé
- Réalisation : Robert F. McGowan
- Scénario : Hal Roach (scénario) H.M. Walker (intertitres)
- Directeur de la photographie : Art Lloyd
- Montage : Richard C. Currier
- Directeur de la production : F. Richard Jones
- Producteur : Hal Roach
- Société de production : Hal Roach Studios
- Société de distribution : Pathé Exchange
- Pays d’origine : États-Unis
- Langue : intertitres en anglais
- Format : Noir et blanc - 35 mm - 1,37:1  -  Muet
- Genre : comédie
- Longueur : deux bobines
- Date de sortie : États-Unis : 18 juillet 1926

## Distribution
- Les Petites Canailles
  - Joe Cobb : Joe
  - Jackie Condon : Jackie
  - Mickey Daniels : Mickey
  - Johnny Downs : Johnny
  - Allen 'Farina' Hoskins : Farina
  - Mary Kornman : Mary
  - Mildred Kornman : Mildred
  - Scooter Lowry : Skooter
  - Jay R. Smith : Jay
  - Jannie Hoskins : Mango

- Harry Bowen : un spectateur du cirque de puces
- Allan Cavan : le père de la mariée
- Charley Chase : un invité à la noce
- James Finlayson : le juge de paix
- George B. French : le professeur Clements
- Charlie Hall : un musicien jouant du saxophone
- Oliver Hardy[2] : le policier
- Ham Kinsey : Extra at wedding
- Sam Lufkin : un invité à la noce
- Jerry Mandy : Sheldon, le groom
- Martha Sleeper : la mariée
- Lyle Tayo : un passante
- Charley Young : un spectateur du cirque de puces

## Autour du film
Comme souvent dans les comédies des Petites Canailles, les acteurs de l’écurie d’Hal Roach font des apparitions. Oliver Hardy y joue un policier. Ayant attrapé des puces, il se débarrasse de son pantalon et entreprend de les chasser. Des enfants de la bande passant par là lui prennent son pantalon et voilà le malheureux policier en caleçon. Il finira par le récupérer après avoir ingénieusement peint son caleçon pour se vêtir d’un uniforme peu réglementaire !

C'est aussi l'occasion de retrouver un James Finlayson impossible à reconnaître car ayant rasé sa célèbre moustache et, pour accentuer le clin d'œil, c'est un Charley Chase, tout aussi peu identifiable, qui en a hérité !